# Urso de Carnaval

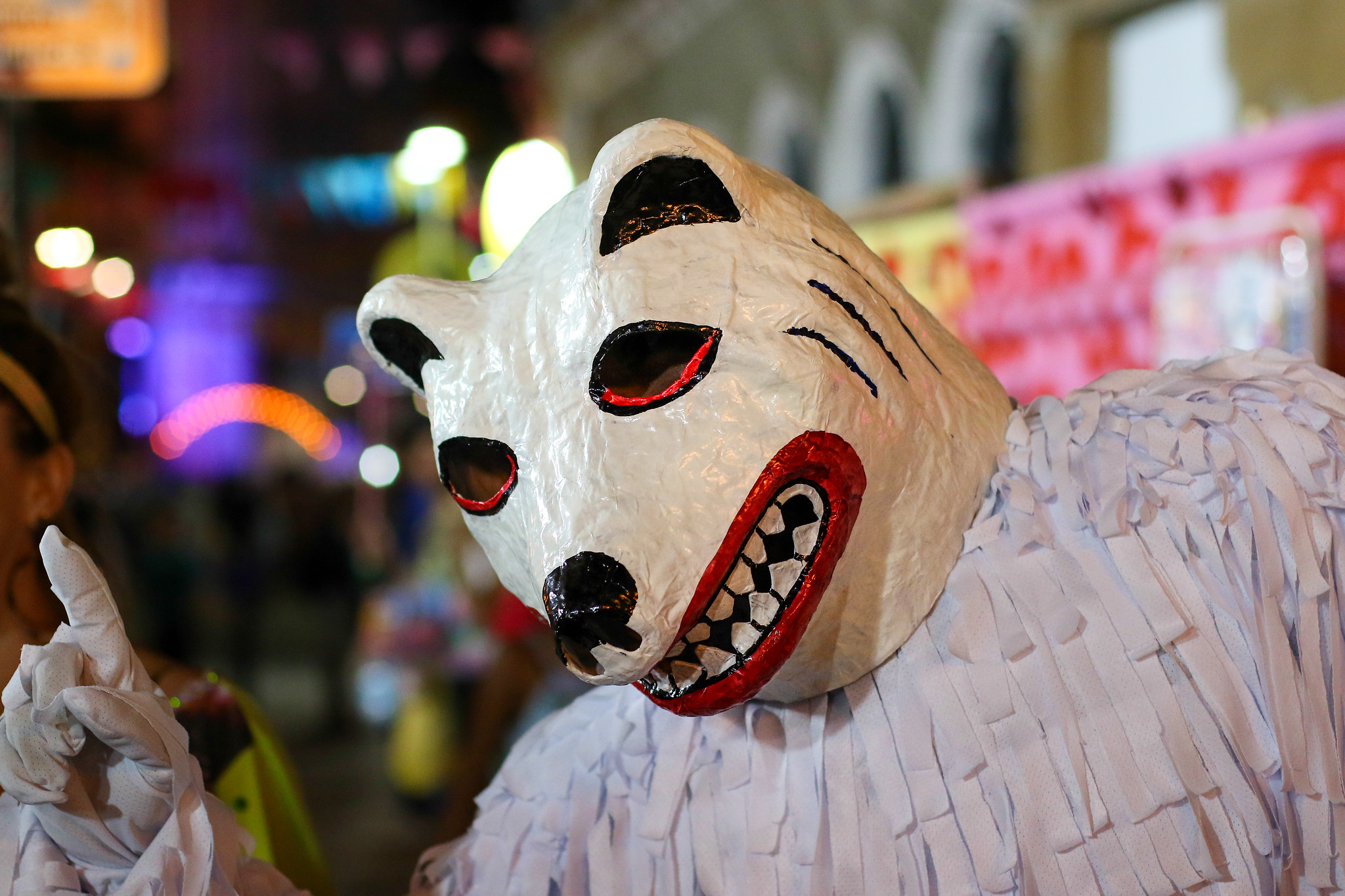
Urso de Carnaval - Recife, 2020

Urso de carnaval, também conhecido como La Ursa, é um tipo de agremiação carnavalesca semelhante ao bloco carnavalesco, porém com características próprias, típica dos estados de Pernambuco e Paraíba, Brasil. É considerada uma das apresentações mais populares do folclore carnavalesco nordestino. A encenação é formada por uma pessoa fantasiada de urso, um domador e um caçador com uma espingarda. A dança do urso é semelhante a um samba rápido e animado ao som do xaxado, baião ou xote produzido por acordeom, triângulo, bombo, pandeiro e tamborim. Entre os diversos tipos de agremiações carnavalescas, somente os ursos utilizam o instrumento de fole, provavelmente por ser uma referência ao estilo de vida cigano e nômade. 
O motivo do Urso de Carnaval é uma emulação dos domadores itinerantes de ursos que no século XIX percorriam as praças da Europa fazendo o espetáculo do urso dançarino, com o qual arrecadavam dinheiro para subsistir. Na brincadeira do Urso de Carnaval no Nordeste, adultos e crianças saem pelas ruas fantasiados e pedindo dinheiro com a toada: “A la ursa quer dinheiro, quem não dá é pirangueiro…(mesquinho)”.

Os primeiros domadores de ursos de outrora foram ciganos do Leste Europeu. Posteriormente essa profissão ganhou muitos adeptos na Itália. Estes domadores, pelo seu estilo de vida nómade também foram associados aos ciganos. Com as migrações do século XIX ganharam o Novo Mundo e se inseriram definitivamente no imaginário da cultura nordestina.
O grupo de ursos dançarinos denominados "La Ursa" sobrevive no carnaval como uma referência aos grupos atuantes medievais que tempos atrás vagaram pela Europa. A tradição do urso, assim como a do caçador e a do doutor italiano é obrigatória nessas agremiações. O repertório musical é interpretado por uma sanfona e instrumentos de cordas e está relacionado com o forró, a música dançante tocada principalmente nas áreas rurais do Nordeste (a música forró não costuma a ser ouvida durante o carnaval e está asociada à festividade de São João). Os grupos de "ursos" amiúde consistem de uma associação familiar e são as agremiações mais pequenas no carnaval de Pernambuco. (traduzido do original em inglês)
Pela sua simplicidade e pequeno número de participantes a La Ursa é considerada uma brincadeira que fomenta o engajamento de crianças e adolecentes no universo cultural do carnaval. A La Ursa é levada às ruas com espontaneidade por jovens nos dias que antecedem a folia ou durante o Carnaval, Uma caixa de papelão na cabeça, uma lata de leite ou balde e um cabo de vassoura nas mãos bastam para representar a brincadeira e ir de porta em porta pedindo dinheiro. Contribui para isso também o fato de ser o urso um animal de referência para o público inanto-juvenil (urso de pelúcia).  
No entanto, o simbolismo histórico do urso na cultura ancestral européia, associa-o com o renascimento da vida na primavera e o mito da fecundidade. Não à toa no Nordeste existe uma dualidade no folguedo entre a ludicidade do animal peludo que atrai crianças e o teor sexual contido nas músicas. A figura de La Ursa amiúde está associada com a do amante da mulher, o que se põe de manifesto nos mesmos nomes de algumas agremiações e nas letras com duplo sentido de algumas marchinhas, sendo motivo de muitas brincadeiras.

## História

### As festas dos ursos no inverno europeu

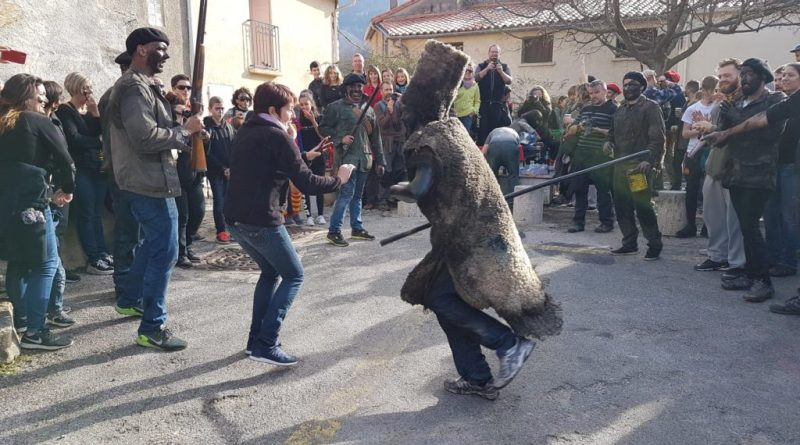
Festa de l'ós em Prats de Molló, Catalunha Norte

Desde tempos ancestrais, quando o urso pardo era uma espécie espalhada por toda a Europa, aconteciam representações festivas da caça do urso em fevereiro, vinculadas aos festejos carnavalescos da segunda metade do inverno. Em 2 de fevereiro, dia de Nossa Senhora da Candelária,  prenúncio da chegada da primavera no hemisfério norte, acreditava-se que se o tempo estava ruim, o bom tempo primaveril não iria demorar em chegar, enquanto que se o tempo era bom o inverno ainda iria se alongar. Na Galiza, por exemplo, se dizia: "Se a Candelaria chora, o inverno está fóra; se ri, aínda está por vir". Acreditava-se, justamente que os ursos naquela data saiam das suas tocas e, em função do tempo, prosseguiam a sua hibernação ou interrompiam-na. Esta tradição posteriormente se popularizou com uma crença semelhante de outro animal hibernante: o dia da marmota.
Os ursos então eram caçados logo assím que saiam famintos das suas tocas, tanto pelo valor das suas peles quanto pelos estragos que ocasionavam esporadicamente nos currais de ovelhas. Além de serem animais temidos pela sua força, também despertavam um fascínio pelo seu aspecto antropomórfico (são plantígrados, podem ficar em pé e quase não tem cauda). A sua importância está associada ao simbolismo da renovação da vida, da chegada da primavera e, por extensão, da fecundação. Não por acaso, as escenificações das festas dos ursos que ainda acontecem pelo menos em tres vilarejos dos Pirenéus Orientais (Catalunha Norte), com brincadeiras de perseguições, vinculam os ursos com o rapto e sedução de mulheres, ao estilo do conto de A Bela e a Fera.

### Os domadores de ursos

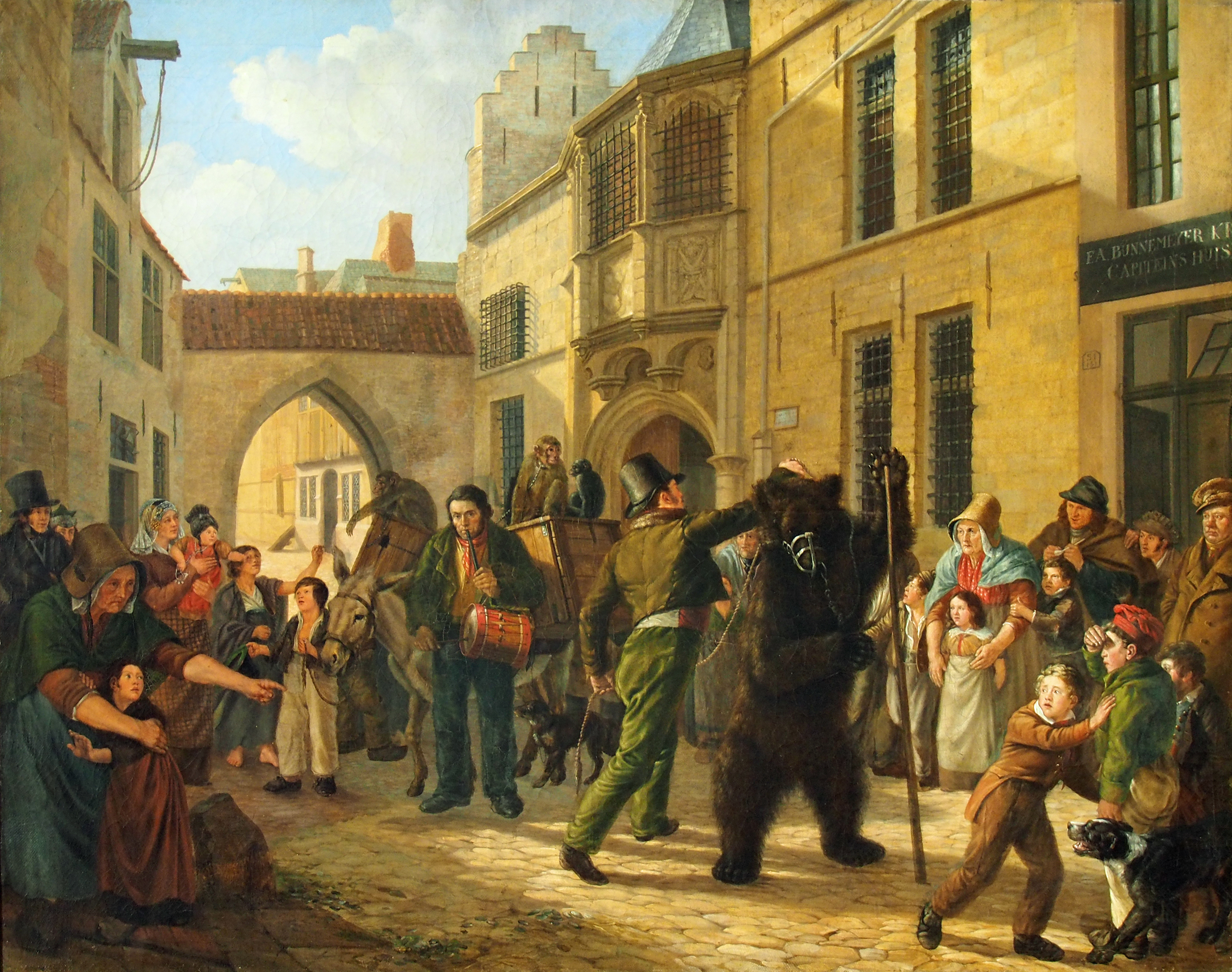
O domador de ursos. Pintura de Friedrich Preller der Ältere de 1824. Note-se que a dupla vai acompanhada de um instrumentista

Além disso, durante a Idade Média se popularizaram os ursos dançarinos, nas quais um domador de ursos ia pelas praças das cidades, especialmente nas feiras e nas festas, pedindo dinheiro para fazer um urso dançar. Esta tradição  foi trazida do oriente para o Leste Europeu pelos ciganos e, com a atividade nômade destes, logo se popularizou entre os locais das regiões montanhosas da Europa (como os Pirenéus, no Arieja francês, os Abruzos, na Itália, e os Balcãs, na Sérvia).
Na Itália, onde existe uma subespécie de urso pardo, o urso-marsicano, os orsanti (domadores de ursos, em italiano) tiveram uma forte implantação a partir do século XVIII. Provinham, majoritariamente, da região de Parma e hoje, inclusive, têm o seu museu, o Museo degli orsanti, em Compiano. Os orsanti percorriam toda a Europa e no século XIX, acompanhando as migrações europeias para o novo mundo, alguns deles chegaram a fazer fortuna em países como os Estados Unidos. Lentamente os orsanti foram passando da viagem isolada itinerante à companhia, dos ursos à doma do resto de animais de espetáculo (como macacos, camelos, louros), conformando um antecedente direto dos circos. que passaram também a percorrer o mundo inteiro.

### Registro histórico de Ursos nos carnavais de Pernambuco

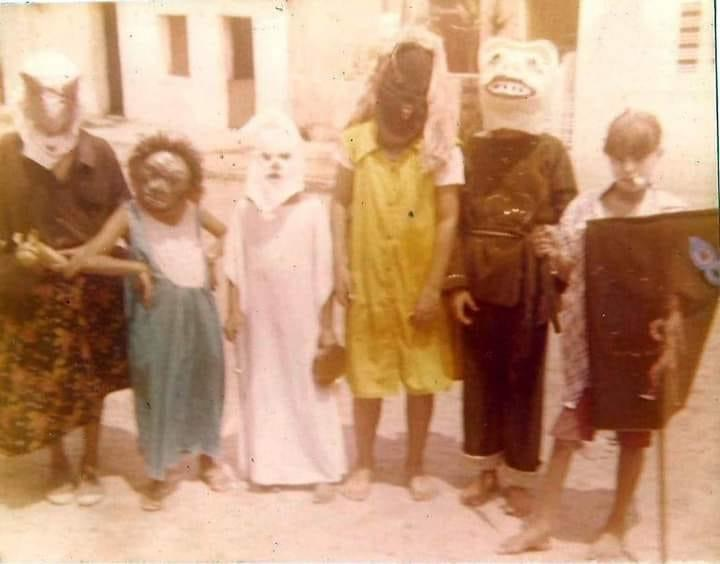
Ursos e outras personagens no Carnaval de Limoeiro, Zona da Mata Norte de Pernambuco, 1985

Acredita-se que a inserção da brincadeira do urso amestrado no carnaval de Pernambuco como paródia dos orsantis ocorreu entre os finais do século XIX e a década de 1920 trazido por italianos que vieram para o Recife, de onde posteriormente se espalhou para outras cidades do interior e do Nordeste. Os italianos tiveram, desde os primeiros tempos de sua chegada ao Brasil, uma grande participação na vida social e La Ursa é apontada precisamente como uma inovação italiana. Cunha ja apontou em 1948 que o urso veio da península itálica, «onde eram comuns os números circenses com o animal». Mas não foi até a segunda metade do século XX que se realizaram as primeiras pesquisas etnológicas sobre o assunto. A antropóloga norteamericana, Katherine Royal Cate, conhecida por Katarina Real, especializou-se no Carnaval de Recife e escreveu os artigos Os ursos no Carnaval (1967) e A ‘la ursa’: os ursos de carnaval do Recife (1991). Para Real «não há dúvida de que o urso ‘veio da Itália’. Italianos com ursos dançando, ora indo pelas cidades do interior, ora se exibindo em circos foiram uma coisa comum no Brasil de ontem. E em todos os ursos que pesquisei, o povo fala ‘do italiano’». No entanto, há diversas versões a respeito de como isso teria ocorrido. Para Manuel Correia de Andrade:
Duas tradições tentam explicar a origem da La Ursa: a primeira é de que surgira porque um italiano desfilara com um urso no carnaval e um lutador, Floriano Peixoto, filho do presidente da República, o teria desafiado e lutado com o urso, e a segunda é que desde o período colonial havia italianos trabalhando nos engenhos de açúcar e que eles se divertiam formando grupos que traziam um urso em suas festas. De qualquer forma, para a pesquisadora norte-americana Katarina Real, o La Ursa é uma contribuição italiana ao carnaval nordestino, a tal ponto que a figura do domador é representada por um 'italiano' com grandes bigodes, e há sempre referência a um italiano como a pessoa que estimula o urso a andar e a dançar.
Além de se documentar com fotografias e registros sonoros de todas as manifestações folclóricas do carnaval de Recife, que posteriormente doou à Fundação Joaquim Nabuco, Real também trouxe o testemunho de Las ursas dos anos sessenta. Conta, por exemplo, sobre um Recife onde os ursos pegavam fogo. Na rua, os meninos jogavam querosene ou cachaça e fósforos acesos nos brincantes. Em 1965, tentaram até fazer um concurso de ursos, mas, pelos riscos, os mascarados foram proibidos de circular. Naquele ano, apenas 18 ganharam as ruas — após tirarem licença para tal.

## Componentes
A figura central da brincadeira é o Urso, geralmente representado por um homem que veste um macacão velho coberto de estopa, com retalhos costurados ou amarrados em forma de tiras. Mas também pode vestir veludo, pelúcia ou agave. Na cabeça o urso leva uma máscara tradicionalmente de papel-machê pintada de cores variadas. A fera vai presa por uma corda na cintura e dança para alegria de todos ao som de toadas do próprio grupo ou sucessos das paradas carnavalescas, podendo variar para o baião, forró, xote e até polca.
O Caçador ou Domador leva uma espingarda e paramentado com vestes de camuflagem. É o encarregado de segurar e controlar o animal com uma corda ou corrente.
O Italiano (às vezes, chamado Gringo ou Tesoureiro) representa o dono ou o vendedor do animal. Anda com uma maleta (uma pasta de arrecadar dinheiro) e cartola.
A Orquestra do urso de carnaval é geralmente formada por sanfona, triângulo, bombo, reco-reco, ganzá, pandeiro; havendo outras mais elaboradas onde aparecem violões, cavaquinhos, clarinetes e até trombones.
O conjunto traz por vezes, o Porta-Cartaz ou Porta-Estandarte.
Outros elementos podem ser acrecidos, variando de acordo com o grupo, como cordão de crianças, cordão de mulheres e novos personagens ou homenagens.

## Agremiações
Durante anos, a brincadeira de La Ursa foi protagonizada pelos moradores pobres dos subúrbios, mas a progressiva institucionalização levou ao reconhecimento e à proliferação de agremiações, tanto em periferias como nos bairros mais nobres das cidades nordestinas. Embora exista dificuldade de catalogação dos ursos, pois muitos grupos não são registrados oficialmente, em 2016 estimava-se que existia mais de uma centena por todo Pernambuco. Atualmente, durante os dias de carnaval, em algumas cidades de Pernambuco e Paraíba se realizam concursos de Ursos e Alas Ursas, onde participam grande número de grupos com maior ou menor tradição. A continuação apresenta-se uma relação de alguns deles:

### Recife (Pernambuco)
- Urso Polar (fundado em 1950) - Bairro Areias[3][17]
- Urso Preto (fundado em 1957) - Bairro Pitangueira[3][17]
- Urso Texaco (fundado em 1958)  - Bairro Campo Grande / Chão de Estrelas[1][3][4][17]
- Urso Branco (fundado em 1962) - Bairro Mustardinha[3][17][1][4]
- Urso Popular (fundado em 1964) - Bairro da Boa Vista[3][17]
- Urso Minerva (fundado em 1969) - Bairro Dois Unidos[3][17]
- Urso Branco do Zé (fundado em 1992) - Bairro Ibura[1][3][4]
- Urso Cangaçá (fundado em1983)  - Bairro Água Fria[1][3][4]
- Urso Zé da Pinga (fundado em 1985) - Bairro Pina[1][3][4]
- Urso da Tua Irmã - Tres Carneiros, Bairro COHAB[7]
- Urso Mimoso - Bairro de Agogados[1][4]
- Urso Brilhante - Bairro do Coque[1]
- Urso Teimoso - Bairro da Torre[1][4]
- Urso Traíra (fundado em 2015) - Bairro da Guabiraba[1]
- La Ursa do Hipódromo (fundado em 2012) - Bairro do Hipódromo[1]

### Região Metropolitana do Recife (Pernambuco)
- Urso da Tua mulher[7] - Olinda
- Urso do Teu Vizinho - Bairro Bultrins, Olinda[4][18]
- Urso do Pau Amarelo - Bairro Pau Amarelo, Olinda[18]
- Urso Dorminhoco Pentelhudo do Ovão - Bairro Carmo, Olinda[18]
- Urso Rei do Gado - Bairro Rio Doce, Olinda[18]
- Urso Come Rama - Bairro Rio Doce, Olinda[18]
- Urso Congelado - Bairro Novo, Olinda[18]
- Urso Papa Cana - Bairro Alto nova Olinda, Olinda[18]
- Urso do Papai - Sapucaia, Olinda[18]
- Urso da Faixa Preta - RO, Olinda[18]
- Urso de Sapucaia - Bairro Sapucaia, Olinda[18]
- Urso Tô Doido - Bairro Bultrins, Olinda[18]
- La Ursinha Mirim - Bairro Águas Compridas, Olinda[18]
- Urso Maluco Beleza - Bairro Varadouro, Olinda[18]
- Urso-Preguiça (fundado em 2010) - Sítio histórico, Olinda[1]
- Urso do Tua Mãe[19]  (fundado em 1989) - Paulista[1][18]

### Zona da Mata (Pernambuco)
- Alaursa - Ribeirão[20]
- Limoeiro

### Agreste (Pernambuco)
- Troça de Xóba (fundada em 1973) - São Caetano[21]

### Sertão (Pernambuco)
- Urso Pé de lã - Arcoverde[1][4][7]

### Alas Ursas de João Pessoa (Paraíba)
- Urso Infantil Gorila Louco[22]

- Urso Anos Dourados[22]

- Urso Jamaica[22]

- Urso Preto do SESI[22]

- Urso Alegria do Panda[22]

- Urso Amigo Batucada[22]

- Urso Celebridade[22]

- Urso da Paz[22]

- Urso Gavião[22]

- Urso Canibal[22]

- Urso Folião[22]
- Urso Cachorro Louco[22]
- Urso Sem Lenço e Sem Documento[22]
- Urso Panda[4][22]
- Urso Reboliço[22]
- Urso Santa Cruz[22]
- Urso Fiel[22]
- Urso Atrevido[22]